# FreeCodeCamp
freeCodeCamp (également appelé « Free Code Camp ») est une organisation à but non lucratif qui se compose d'une plate-forme Web d'apprentissage interactive, d'un forum communautaire en ligne, de salles de discussion, de publications en ligne et d'organisations locales qui ont l'intention d'apprendre à développer des sites Web accessible à tous. En commençant par des didacticiels qui initient les étudiants à HTML, CSS et JavaScript, les étudiants progressent vers des devoirs de projet qu'ils effectuent seuls ou à deux. À la fin de toutes les tâches du projet, les étudiants sont associés à d'autres organisations à but non lucratif pour créer des applications Web, offrant aux étudiants une expérience de développement pratique.

## Histoire
freeCodeCamp a été lancé en octobre 2014 et incorporé sous le nom de Free Code Camp, Inc. Le fondateur, Quincy Larson, est un développeur de logiciels qui a commencé à programmer après ses études supérieures et a créé freeCodeCamp comme un moyen de rationaliser les progrès d'un étudiant, de débutant à prêt pour l'emploi.

## Travail à but non lucratif
Au fur et à mesure que les étudiants de freeCodeCamp terminent tous les certificats du programme, ils ont l'opportunité et sont encouragés à travailler avec des organisations à but non lucratif. Des exemples ont été Kopernik  et People Saving Animals, une organisation à but non lucratif basée en Indonésie.
En 2016, freeCodeCamp a annoncé son initiative « Open Source for Good », qui étend et ouvre les sources de son travail à but non lucratif à toutes les organisations à but non lucratif et à toutes les organisations. Dix mois après son lancement, l'initiative a créé sept outils open source. Mail for Good est l'un des projets qui aide les organisations à envoyer des messages électroniques en masse à faible coût  ce qui constitue une alternative moins chère aux services tels que MailChimp.

## Accueil
La plate-forme de freeCodeCamp est utilisée par environ 350 000 visiteurs uniques par mois,, avec des étudiants de plus de 160 pays.
freeCodeCamp a des groupes internationaux gérés par la communauté où les étudiants peuvent interagir en personne. Certains groupes ont été présentés dans les nouvelles locales, citant freeCodeCamp comme introduction à la programmation afin de pourvoir le poste vacant estimé dans les emplois liés à la programmation au cours de la prochaine décennie,.